# Огистен Луј Коши
Огистен Луј Коши (фр. Augustin Louis Cauchy; Париз, 21. август 1789 — Со, 23. мај 1857) истакнути француски математичар, професор универзитета у Паризу, један је од твораца теорије функција комлексне променљиве. Објавио радове из разних области математике и њених примена (теорија бројева, математичка анализа, теорија диференцијалних и парцијалних једначина, теорија полиедара, теоријска и небеска механика, математичка физика и др.), постављајући и решавајући нове проблеме и уводећи нове појмове и нове методе. Такође је развијао теорију таласа у оптици и радио је на теорији еластичности. Увео је следеће терминеу математици: модул и аргумент комлексног броја, конјуговани комплексни бројеви. Његова главна дела су: Курс анализе, Примена анализе у геометрији.
Дубоки математичар, Коши је имао велики утицај на своје савременике и наследнике; Ханс Фројдентал је изјавио: „Више концепата и теорема је именовано за Кошија него за било ког другог математичара (само у еластичности постоји шеснаест концепата и теорема названих по Кошију).” Коши је био плодан писац; написао је око осам стотина истраживачких чланака и пет комплетних уџбеника о разним темама из области математике и математичке физике.

## Кошијев критеријум конвергенције
Кошијев општи критеријум конвергенције: за конвергенцију било којег бројевног или функционалног реда неопходно је и довољно да сваки сегмент тог реда {\displaystyle a_{n+1}+a_{n+2}+...+a_{n+p}} постаје произвољно мали ако су {\displaystyle n} и {\displaystyle p} довољно велики.

## Кошијева интегрална формула
Коши је најпознатији по развијању теорије комплексне промењиве. Његово прво дело у овој области је тзв. " Кошијева интегрална формула" која се може математички записати као:
{\displaystyle \oint _{C}f(z)dz=0,}
где је f(z) функција на затвореној области C у комплексној равни.

## Кошијев проблем
Кошијев проблем је проблем налажења оног решења диференцијалне једначине које одговара задатим почетним условима.

## Ресидум функције комплексне промењиве
Године 1826. Коши је дао формалну дефиницију ресидума функције. Овај концепт се односи на функције које имају полове —изоловане сингуларитете, т.ј. тачке у којима функција иде у позитивну или негативну бесконачност. Ако се комплексна функција f(z) може развити у околини сингуларне тачке a као
{\displaystyle f(z)=\phi (z)+{\frac {B_{1}}{z-a}}+{\frac {B_{2}}{(z-a)^{2}}}+\cdots +{\frac {B_{n}}{(z-a)^{n}}},\quad B_{i},z,a\in \mathbb {C} ,}
где је φ(z) аналитичка функција, онда функција f има пол реда n у тачки a. Ако је n = 1, онда је то пол првог реда, ако је n = 2 онда је то пол другог реда итд.
Коефицијент B1 се зове по Кошију ресидум функције f у a. Ако f није регуларно у a, онда је ресидум функције f 0 у тачки a. У случају пола првог реда, ресидум функције f(z) је једнак :
{\displaystyle {\underset {z=a}{\mathrm {Res} }}f(z)=\lim _{z\rightarrow a}(z-a)f(z),}
где је B1 замењено модерном нотацијом за ресидум.

## Основна Кошијева итегрална формула
Године 1831. Коши је објавио формулу познату као Основна Кошијева интегрална формула,
{\displaystyle f(a)={\frac {1}{2\pi i}}\oint _{C}{\frac {f(z)}{z-a}}dz,}
где је f(z) аналитичка функција у области C и где је a комплексан број који се налази негде у наведеној области.

## Кошијев теорем о остацима (ресидуму)
Исте године Коши је извео теорем о ресидуму,
{\displaystyle {\frac {1}{2\pi i}}\oint _{C}f(z)dz=\sum _{k=1}^{n}{\underset {z=a_{k}}{\mathrm {Res} }}f(z),}
где је сума ресидума по свим половима n функције f(z) на области C једнака интегралу по затвореној области С помноженим са :{\displaystyle {\frac {1}{2\pi i}}}. 
Ови Кошијеви доприноси представљају саму срж "Теорије функција комплексне промењиве" коју данас изучавају физичари и инжињери електротехнике.

## Радови
Коши је био веома продуктиван, по броју радова је други после Леонхарда Ојлера. Био је потребан скоро читав век да се сви његови списи сакупе у 27 великих томова:
- Oeuvres complètes d'Augustin Cauchy publiées sous la direction scientifique de l'Académie des sciences et sous les auspices de M. le ministre de l'Instruction publique (27 volumes) на сајту  (архивирано јул 24, 2007)(Paris : Gauthier-Villars et fils, 1882–1974)
- Œuvres complètes d'Augustin Cauchy. Académie des sciences (France). 1882—1938  — преко Ministère de l'éducation nationale.

Његов највећи допринос математичкој науци је обухваћен ригорозним методама које је увео; они су углавном оличени у његова три велика трактата:
- „Analyse Algébrique”. Cours d'analyse de l'École royale polytechnique. Paris: L'Imprimerie Royale, Debure frères, Libraires du Roi et de la Bibliothèque du Roi. 1821. online на веб-сајту .
- Le Calcul infinitésimal (1823)
- Leçons sur les applications de calcul infinitésimal; La géométrie (1826–1828)[3]

Његова друга дела укључују:
- Mémoire sur les intégrales définies, prises entre des limites imaginaires [A Memorandum on definite integrals taken between imaginary limits] (на језику: француски). submitted to the Académie des Sciences on February 28: Paris, De Bure frères. 1825.
- Exercices de mathematiques. Paris. 1826.
- Exercices de mathematiques. Seconde Année. Paris. 1827.
- Leçons sur le calcul différentiel. Paris: De Bure frères. 1829.
- Sur la mecanique celeste et sur un nouveau calcul qui s'applique a un grand nombre de questions diverses etc [On Celestial Mechanics and on a new calculation which is applicable to a large number of diverse questions] (на језику: француски). presented to the Academy of Sciences of Turin, October 11. 1831.
- Exercices d'analyse et de physique mathematique (Volume 1)
- Exercices d'analyse et de physique mathematique (Volume 2)
- Exercices d'analyse et de physique mathematique (Volume 3)
- Exercices d'analyse et de physique mathematique (Volume 4) (Paris: Bachelier, 1840–1847)
- Analyse algèbrique (Imprimerie Royale, 1821)
- Nouveaux exercices de mathématiques. Paris: Gauthier-Villars. 1895.
- Courses of mechanics (for the École Polytechnique)
- Higher algebra (for the Faculté des sciences de Paris 
- Mathematical physics (for the Collège de France).
- Mémoire sur l'emploi des equations symboliques dans le calcul infinitésimal et dans le calcul aux différences finis  CR Ac ad. Sci. Paris, t. XVII, 449–458 (1843) credited as originating the operational calculus.